# 오토기 류지
오토기 류지(御伽 龍児)는 유희왕 듀얼몬스터즈의 등장인물으로, 한국판 명칭은 듀크이다.

## 소개
성우 - 나이토 료 / 김호성(대원)
처음에는 페가수스 J. 크로포드를 이긴 무토우 유우기가 실력이 아닌 다른 이유로 이겼을 것이라 단정하고 무토우 유우기에게 도전해 역전패를 당하게 되지만, 나중에는 유우기 일행과 행동을 함께 하는 인물이다. 듀얼의 흐름을 다소 냉정히 판단하여 다른 일행과는 차별화된 모습을 보이기도 한다.